# Голубенко Микола Васильович
Микола Васильович Голубенко (нар. 1897, місто Курськ, тепер Курської області, Російська Федерація — розстріляний 9 березня 1937) — український радянський і партійний діяч, член ВУЦВК. Кандидат у члени ЦК КП(б)У в грудні 1925 — листопаді 1927 р. Член ЦК КП(б)У в січні 1934 — 1936 р.

## Біографія
Народився у селянській родині. У 1911 році закінчив сільську початкову школу у Деміївці біля Києва. У серпні 1911 — червні 1912 року — учень слюсаря Київської фабрики вогнетривких кас. У липні 1912 — травні 1914 року — слюсар Київського цвяхового заводу. Проводив революційну роботу в Києві.
Член РСДРП(б) з 1914 року. У 1914—1917 роках перебував на засланні в Тобольській губернії.
У квітні 1917 — лютому 1918 року — слюсар Київського машинобудівного заводу «Ауто». У 1917 році — секретар виконкому робітничої секції Київської Ради робітничих і солдатських депутатів, член Київського комітету РСДРП(б). У 1918 році — на підпільній роботі в Одесі: член губернського комітету КП(б)У, голова повстанського комітету.
З 1918 року — в Червоній армії: військовий комісар загону, полку, бригади; у 1919—1920 роках — член Реввійськради 3-ї Української армії, військовий комісар 45-ї стрілецької дивізії, військовий комісар і командир 135-ї стрілецької бригади, брав участь у боях проти військ УНР.
З 1921 — на керівній партійній і радянські роботі. У 1921 році — відповідальний секретар Київського губернського комітету КП(б)У. У 1921—1924 роках — член Президії виконавчого комітету Київської губернської ради. З травня по 13 листопада 1924 — відповідальний секретар Київського губернського комітету КП(б)У.
У травні 1925 — лютому 1926 року — голова виконавчого комітету Роменської окружної ради.
У лютому — листопаді 1926 року — голова Одеської окружної ради професійних спілок.
У грудні 1926 — лютому 1928 року — член правління тресту «Індустрбуд» у місті Харкові.
У 1926—1927 роках — член Всеукраїнського троцькістського центру. 5 січня 1928 був виключений із членів ВКП(б), але незабаром поновлений.
У лютому — листопаді 1928 року — керуючий Забайкальської лісозаготівельної контори у місті Читі.
У листопаді 1928 — жовтні 1929 року — заступник керуючого тресту «Укрвогцемпром» у Харкові. У жовтні 1929 — листопаді 1931 року — керуючий тресту «Укрвогцемпром» у Харкові та член Президії Вищої ради народного господарства (ВРНГ) УСРР.
У червні 1931 — січні 1932 року — директор Дніпропетровського металургійного заводу імені Петровського. У січні 1932 — січні 1933 року — директор Дніпровського металургійного заводу імені Дзержинського у місті Кам'янську.
У січні — березні 1933 року — заступник начальника Головного управління металургійної промисловості Народного комісаріату важкої промисловості СРСР з капітального будівництва і чорної металургії, заступник керуючого Всесоюзного об'єднання «Сталь».
У 1933—1935 роках — голова Дніпропетровської міської ради і міськвиконкому.
У 1935 — липні 1936 року — начальник будівництва коксохімічного заводу у місті Дніпродзержинську Дніпропетровської області.
У липні 1936 року заарештований органами НКВС. 27 лютого 1937 року засуджений Військовою колегією Верховного Суду СРСР до вищої міри покарання.

## Нагороди
- орден Червоного Прапора (1921)